# Mendel (cráter marciano)
Mendel es el nombre de un cráter situado en la zona denominada Terra Cimmeria del planeta Marte. Está localizado en las coordenadas 58.8° Sur y 161.0° Este, con un diámetro de 77 km. Debe su nombre a Gregor Mendel (1822-1884), el padre de la genética.

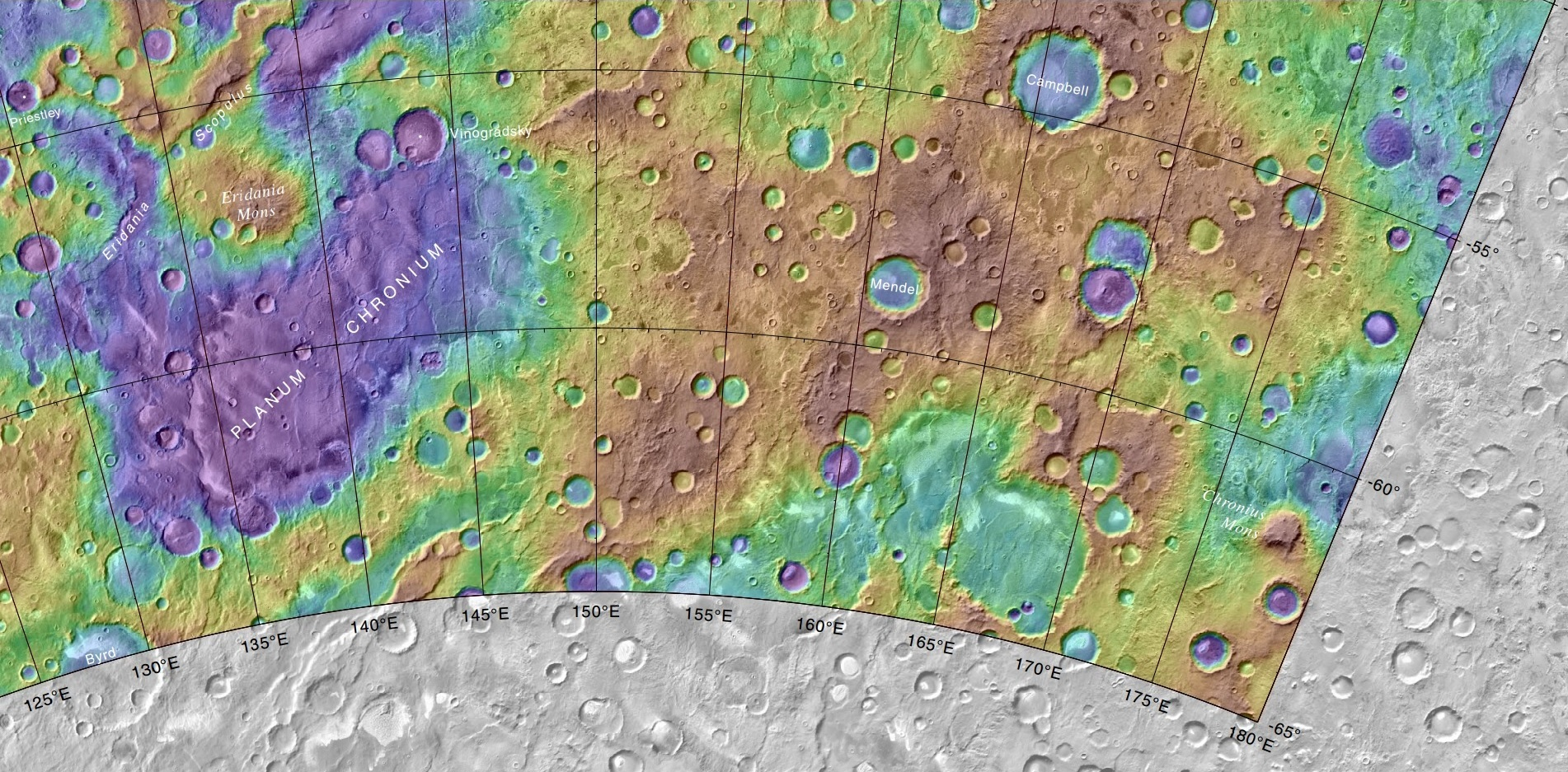
Mapa MOLA que muestra la ubicación del cráter Mendel en relación con otros cráteres. Los colores indican elevaciones.